# Ролинг Форк (Мисисипи)
Ролинг Форк (енгл. Rolling Fork) град је у америчкој савезној држави Мисисипи.

## Демографија
По попису из 2010. године број становника је 2.143, што је 343 (-13,8%) становника мање него 2000. године.
| Група             | 2000.         | 2010.         |
| Белци             | 736 (29,6%)   | 548 (25,6%)   |
| Афроамериканци    | 1.720 (69,2%) | 1.568 (73,2%) |
| Азијати           | 8 (0,3%)      | 7 (0,3%)      |
| Хиспаноамериканци | 24 (1,0%)     | 14 (0,7%)     |
| Укупно            | 2.486         | 2.143         |